# Mk 36干擾彈發射器
Mark 36 (Super Rapid Bloom Offboard Countermeasures Chaff and Decoy Launching System)超快速散開舷外干擾彈發射系統（縮寫為SRBOC）是BAE公司開發的短程誘餌發射系統，可從海軍艦艇發射雷達或紅外線誘餌。誘餌會向飛彈的導引和射控系統發出假訊號並進行干擾。

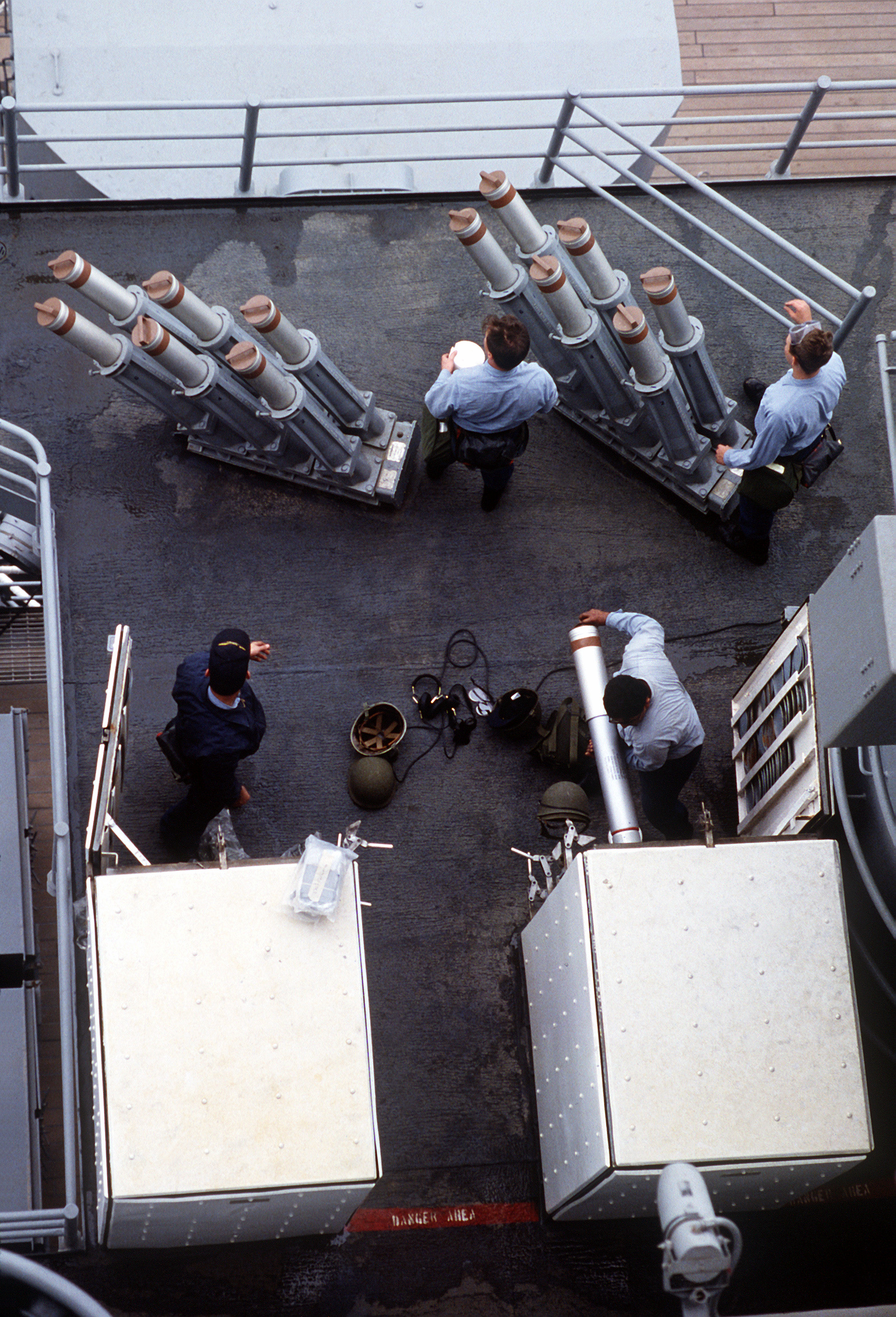
沙漠風暴行動期間，威斯康辛號戰艦上的兩套 Mark 36 Mod 7發射器。

## 簡介
Mk 36使用Mk 137發射器，該發射器有六個固定的130毫米迫擊砲管，排列成兩排平行。一排設置為45度，另一排設置為 60 度，以分散發射的干擾彈。發射電路利用電磁感應來引爆彈中的推進劑。發射速度為75公尺/秒。
每個發射器可容納12至36發砲彈，視型號而定。安裝的Mk 36發射器的數量和排列取決於船隻的大小，小型船隻上有兩個發射器，而航艦上則會裝設八個發射器。
Mk 36可以與AN/SLQ-32電戰系統連結。SLQ-32（(V)4 型號除外）在偵測到反艦飛彈攻擊時可以自動從Mk 36 SRBOC發射誘餌。

## 組成
- Mk 137發射器
- Mk 158 Mod 1/2發射器控制裝置－位於戰鬥中心。這是作業系統的主要手段。
- Mk 164 Mod 1/2艦橋發射裝置控制 - 使艦橋具有控制系統的能力。
- 甲板下方有Mk 160 Mod 1電源（每個發射器一個）電源由船上的電路440V、60Hz供電，為發射器提供28V的恆定電壓。如果船上電壓不足，它們能夠從緊急電池輸送24V電壓，持續5-8小時。
- 配備Mk 5 Mod 2 或Mark 6 Mod 0彈藥的備用彈藥櫃。位於每個發射器附近，可快速裝填發射系統。

## 彈藥
Mark 36 可裝備並發射以下誘餌：
- Mark 182 Mod 1/2誘餌彈
- Mark 214 Mod 0海蚋誘餌
- Mark 216 Mod 0海蚋干擾箔條誘餌
- Mark 186 TORCH紅外線誘餌
- Mark 245 巨型紅外線誘餌
- C-GEM主動舷外誘餌

## 變體

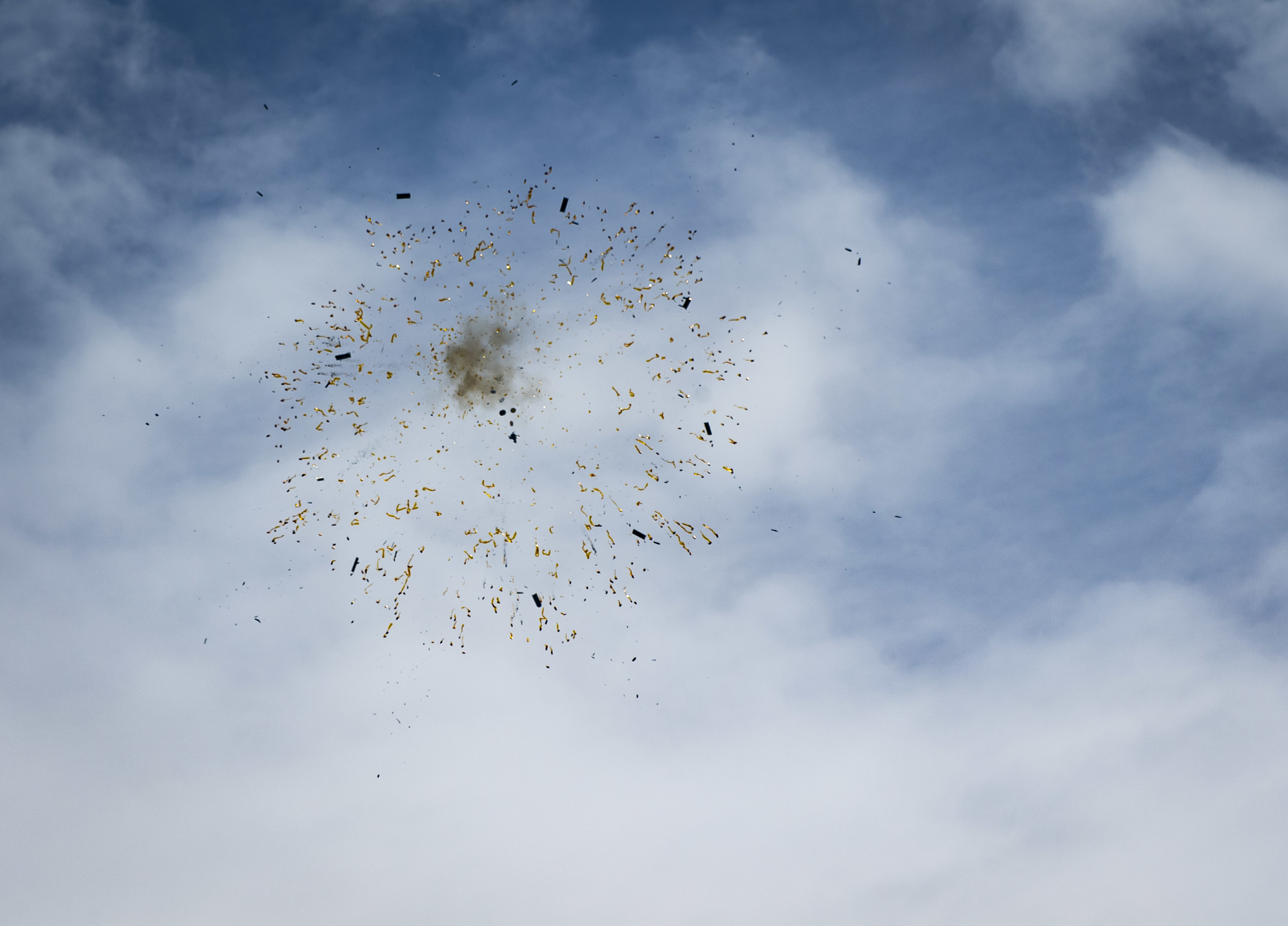
Mark 36 SRBOC chaff decoy explodes.

| Mod         | 發射器中的彈藥總數（發射器數量） | 備用裝彈次數 (備用櫃數) |
| ----------- | -------------------------------- | ----------------------- |
| 1 and 5     | 12 (2發射器)                     | 40 (2備用櫃)            |
| 2, 6, and 9 | 24 (4發射器)                     | 80 (4備用櫃)            |
| 8           | 48 (8發射器)                     | 160 (8備用櫃)           |
| 10          | 36 (6發射器)                     | 120 (6備用櫃)           |
| 11          | 24 (4發射器)                     | 140 (4備用櫃)           |
| 12          | 36 (6發射器)                     | 210 (6備用櫃)           |

## 使用國
截至2010年，至少19個國家的軍艦使用了超過1,000套 Mk 36 SRBOC系統。
- 比利时
- 巴西
- 加拿大
- 智利
- 德国
- 希腊
- 義大利
- 日本
- 荷蘭
- 挪威
- 葡萄牙
- 沙烏地阿拉伯
- 西班牙
- 土耳其
- 阿联酋
- 英国
- 美国
- 中華民國